# Viggo

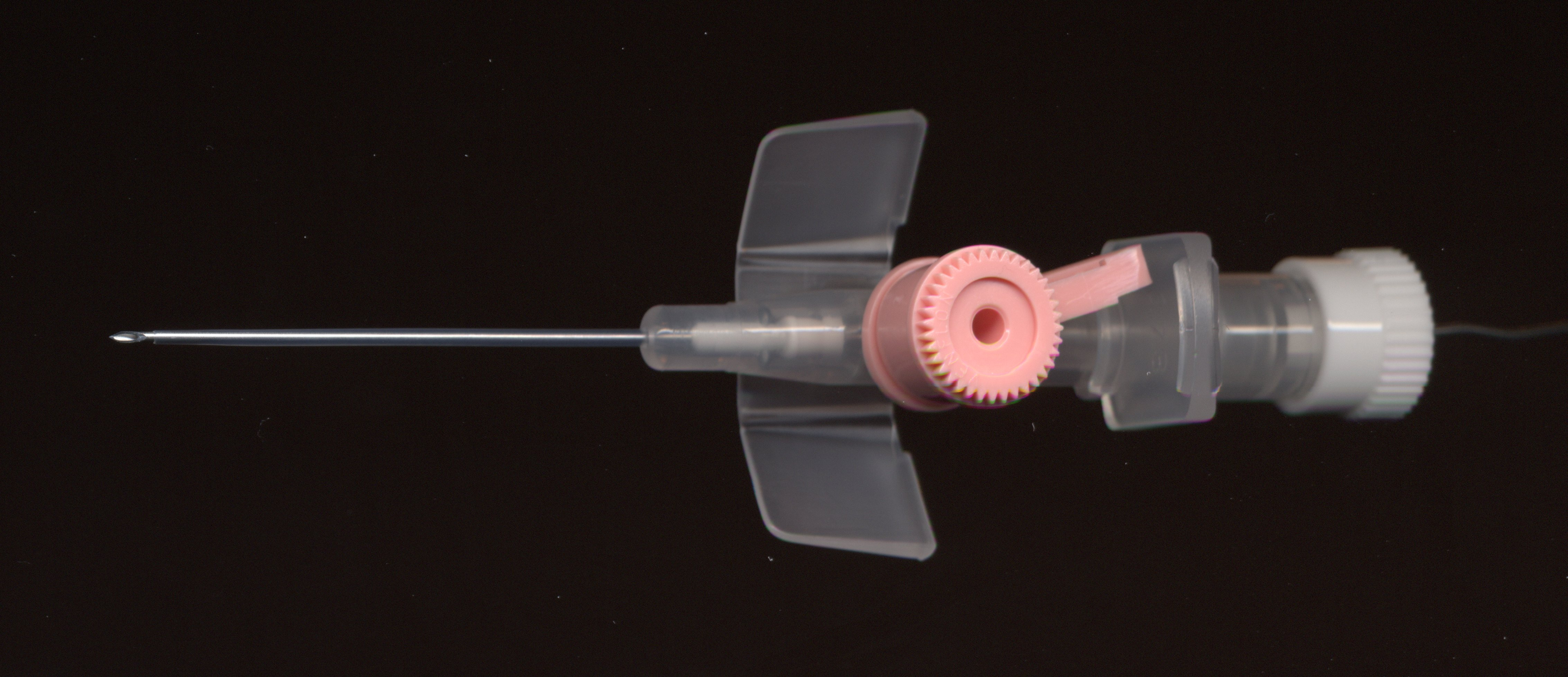
Venflon, kanylen som blev företagets stora genombrott.

Viggo var ett svenskt sjukvårdsföretag specialiserat på engångsartiklar för sjukvården. Dess främsta produkt var infusionskanylen Venflon. Företaget var beläget i Helsingborg.
Företaget grundades av den danska affärsmannen Viggo Jacobsen 1921 som en handelsfirma för import av kirurgiska instrument och senare öppnades en butik på Karlsgatan 12 i Helsingborg. Så småningom började man i blygsam omfattning att själv tillverka sjukhusinredningar, som exempelvis terapimöbler och sängdävertar. Företaget togs 1940 över av Carl-Bertil Ravén, som omvandlade firman till ett aktiebolag. De viktigaste produkterna blev nu steriliseringskanistrar, spädbarnssängar och en ny typ av förlossningssängar samt benskenor. År 1950 flyttade möbeltillverkningen till en gammal snickerifabrik på Verkstadsgatan i Helsingborg. Där tillverkades Viggos Membrankanyl för flergångsbruk samt sjukhusmöbler såsom droppställningar, flaskupphängningskorgar, armoperationsbord, bukduksställ, hyllvagnar och bårvagnar.   
Med plastens genombrott på 1950-talet följde en revolution för tillverkningen. Man introducerade en mebrankanyl för engångsbruk 1963. År 1965 stod en ny anläggning klar på Gåsebäcks industriområde. Man inriktade sig allt mer på engångsprodukter och produktionen kom att allt mer fokuseras på infusionsterapi (droppbehandling). 1968 började produktionen av Venflon, kanylen som blev företagets stora genombrott. Produktionen ökade stort och när företaget köptes upp av British Oxygen Corporation (BOC) 1973, fick man tillgång till dess internationella organisation. Som mest hade företaget över 700 anställda. Viggo fusionerades 1990 med Spectramed till Viggo-Spectramed och slogs senare samman med Ohmeda innan det 1998 köptes av det amerikanska multinationella medicinteknikföretaget Becton-Dickinson. 
Den del av produktionen som omfattade  formsprutning förlades under 1990-talet till Väla industriområde i norra Helsingborg, men bedrevs sedan början av 2000-talet återigen på Gåsebäck under namnet BD Medical Systems. Fabriken hade ungefär 400 anställda runt 2008. I februari 2009 meddelade företaget att de kommer att lägga ner verksamheten i Helsingborg helt inom 4 år och flytta den till utlandet. Produktionen i Helsingborg upphörde helt i september 2011. Fabrikslokalen är nu delvis uthyrd till andra företag.
Sommaren 2018 öppnade en permanent utställning om företaget Viggo AB och dess produkter på Medicinhistoriska museet i Helsingborg.